# Johann Heinrich Achterfeld
Johann Heinrich Achterfeld (Wesel, 1788. június 1. – Bonn, 1877. május 11.) német katolikus teológus, professzor és kiadó.

## Életpályája
Achterfeld Kölnben és Münsterben (Westfália) tanult teológiát. 1813-tól papként szolgált Weselben. 1826-tól teológiaprofesszor lett Braunsbergben és Bonnban. 1843-ban Johann Braunnal megalapította és szerkesztette a  Zeitschrift für Philosophie und katholische Theologie című teológiai folyóiratot. 1844-ben a kölni érsek hivatalától felfüggesztette Achtenfeldet, mert kiadta Georg Hermes teológus keresztény-katolikus dogmatikáját, amelyet a római szék téves tannak nyilvánított. Achterfeld elvesztette katedráját is. 1862-től a kormányzat, 1873-ban az egyház is rehabilitálta Achterfeldet.